# Laurel (Mississippi)
Laurel é uma cidade localizada no estado americano de Mississippi, no Condado de Jones.

## Demografia
Segundo o censo americano de 2000, a sua população era de 18.393 habitantes.
Em 2006, foi estimada uma população de 18.450, um aumento de 57 (0.3%).

## Geografia
De acordo com o United States Census Bureau tem uma área de
40,9 km², dos quais 40,0 km² cobertos por terra e 0,9 km² cobertos por água.

## Localidades na vizinhança
O diagrama seguinte representa as localidades num raio de 32 km ao redor de Laurel.